# Яцина, Никита Емельянович
Никита Емельянович Яцина (Яцына) (28 мая 1914 Огульцы, Валковский район, Харьковская область—2 января 1965 Огульцы, Валковский район, Харьковская область, УССР СССР) — участник Великой Отечественной войны, полный кавалер ордена Славы.

## Биография
Родился в селе Огульцы (ныне Валковский район, Харьковская область. Окончил школу-шестилетку. Работал на харьковском заводе токарем.
В Красную Армию поступил в 1935. В 1939—1940 годах участвовал в Финской войне. Тяжело ранен в декабре 1941. С 1942 член ВКП (б). 18 июля 1944 под беспрерывным огнем противника трижды восстанавливал связь батареи и дивизиона (за этот подвиг награждён орденом Славы 3 степени). 2—3 февраля 1945 под Франкфуртом-на-Одере под беспрерывным огнём противника выявил его основные силы, что впоследствии дало возможность их уничтожить. 23 марта 1945 года сержант Яцина награждён орденом Славы 2 степени. Во время боёв за Герсдорф, ворвавшись в траншею противника, уничтожил 10 нацистов. В последующих боях вёл наблюдение за огневыми средствами врага. С его помощью было подавлено более 10 огневых точек. 15 мая 1946 награждён орденом Славы 1 степени.
Демобилизован в 1945. После войны работал на одном из заводов Харькова. Умер 2 января 1965. Похоронен в Огульцах.

## Награды
Николай Есельянович Яцина был награжден следующими наградами:
- Орден Славы I степени (№ 1509; 15 мая 1946);
- Орден Славы II степени (№ 15073; 23 марта 1945);
- Орден Славы  III степени (№ 238167; 26 августа 1944);
- Медаль «За отвагу» (10 мая 1944).